# Criconema zernovi
Criconema zernovi är en rundmaskart. Criconema zernovi ingår i släktet Criconema och familjen Criconematidae. Inga underarter finns listade i Catalogue of Life.